# Правила применения оружия

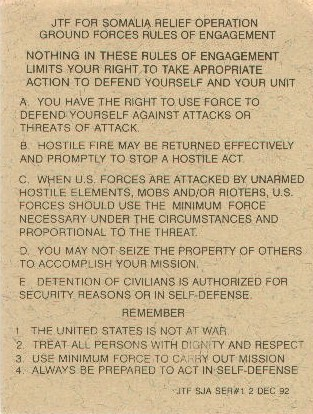
Правило применения оружия в армии США

 Правила применения оружия (англ. Rules of engagement; ROE) — правила, существующие в вооружённых силах некоторых стран, определяющие, при каких условиях может быть применено оружие. Обычно для каждого случая задействования вооружённых сил (военный конфликт, миротворческая операция и пр.) определяются свои правила, составляемые с учётом конкретных военных и политических обстоятельств.

Излишне жёсткие правила могут снизить эффективность участвующих в операции подразделений и частей, а также привести к неоправданной гибели военнослужащих.

## В США
Словарь министерства обороны США (Joint Publication 1-02, DoD Dictionary of Military and Associated Terms, 1994) даёт следующее определение правила применения оружия:

Директивы, изданные полномочными военными властями, определяющие обстоятельства и ограничения, при которых силы Соединённых Штатов будут инициировать или продолжать боевые действия с силами другой стороны.
Оригинальный текст (англ.)Directives issued by competent military authority which delineate the circumstances and limitations under which United States forces will initiate and/or continue combat engagement with other forces encountered.

## В России

### В полиции
1. Сотрудник полиции имеет право лично или в составе подразделения (группы) применять огнестрельное оружие в следующих случаях:
1) для защиты другого лица либо себя от посягательства, если это посягательство сопряжено с насилием, опасным для жизни или здоровья;
2) для пресечения попытки завладения огнестрельным оружием, транспортным средством полиции, специальной и боевой техникой, состоящими на вооружении (обеспечении) полиции;
3) для освобождения заложников;
4) для задержания лица, застигнутого при совершении деяния, содержащего признаки тяжкого или особо тяжкого преступления против жизни, здоровья или собственности, и пытающегося скрыться, если иными средствами задержать это лицо не представляется возможным;
5) для задержания лица, оказывающего вооруженное сопротивление, а также лица, отказывающегося выполнить законное требование о сдаче находящихся при нем оружия, боеприпасов, взрывчатых веществ, взрывных устройств, ядовитых или радиоактивных веществ;
6) для отражения группового или вооруженного нападения на здания, помещения, сооружения и иные объекты государственных и муниципальных органов, общественных объединений, организаций и граждан;
7) для пресечения побега из мест содержания под стражей подозреваемых и обвиняемых в совершении преступлений или побега из-под конвоя лиц, задержанных по подозрению в совершении преступления, лиц, в отношении которых применена мера пресечения в виде заключения под стражу, лиц, осужденных к лишению свободы, а также для пресечения попытки насильственного освобождения указанных лиц.
2. Вооруженным сопротивлением и вооруженным нападением, указанными в пунктах 5 и 6 части 1 настоящей статьи, признаются сопротивление и нападение, совершаемые с использованием оружия любого вида, либо предметов, конструктивно схожих с настоящим оружием или внешне неотличимых от него, либо предметов, веществ и механизмов, при помощи которых могут быть причинены тяжкий вред здоровью или смерть. (В редакции Федерального закона от 21.12.2021 № 424-ФЗ)
3. Сотрудник полиции также имеет право применять огнестрельное оружие:
1) для остановки транспортного средства путем его повреждения, если управляющее им лицо отказывается выполнить неоднократные требования сотрудника полиции об остановке и пытается скрыться, создавая угрозу жизни и здоровью граждан;
2) для обезвреживания животного, угрожающего жизни и здоровью граждан и (или) сотрудника полиции;
3) для разрушения запирающих устройств, элементов и конструкций, препятствующих проникновению в жилые и иные помещения по основаниям, предусмотренным статьей 15 настоящего Федерального закона;
4) для производства предупредительного выстрела, подачи сигнала тревоги или вызова помощи путем производства выстрела вверх или в ином безопасном направлении;
5) для пресечения функционирования беспилотных аппаратов в целях, предусмотренных пунктами 25 и 40 части 1 статьи 13 настоящего Федерального закона. (Дополнение пунктом - Федеральный закон от 02.12.2019 № 404-ФЗ) (В редакции Федерального закона от 04.08.2023 № 440-ФЗ)
4. Сотрудник полиции имеет право применять служебное огнестрельное оружие ограниченного поражения во всех случаях, предусмотренных частями 1 и 3 настоящей статьи, а также в случаях, предусмотренных пунктами 3, 4, 7 и 8 части 1 статьи 21 настоящего Федерального закона.
5. Запрещается применять огнестрельное оружие с производством выстрела на поражение в отношении женщин, лиц с явными признаками инвалидности, несовершеннолетних, когда их возраст очевиден или известен сотруднику полиции, за исключением случаев оказания указанными лицами вооруженного сопротивления, совершения вооруженного или группового нападения, угрожающего жизни и здоровью граждан или сотрудника полиции.
6. Сотрудник полиции не имеет права применять огнестрельное оружие при значительном скоплении граждан, если в результате его применения могут пострадать случайные лица.